# انجمن پیشبرد علوم آمریکا

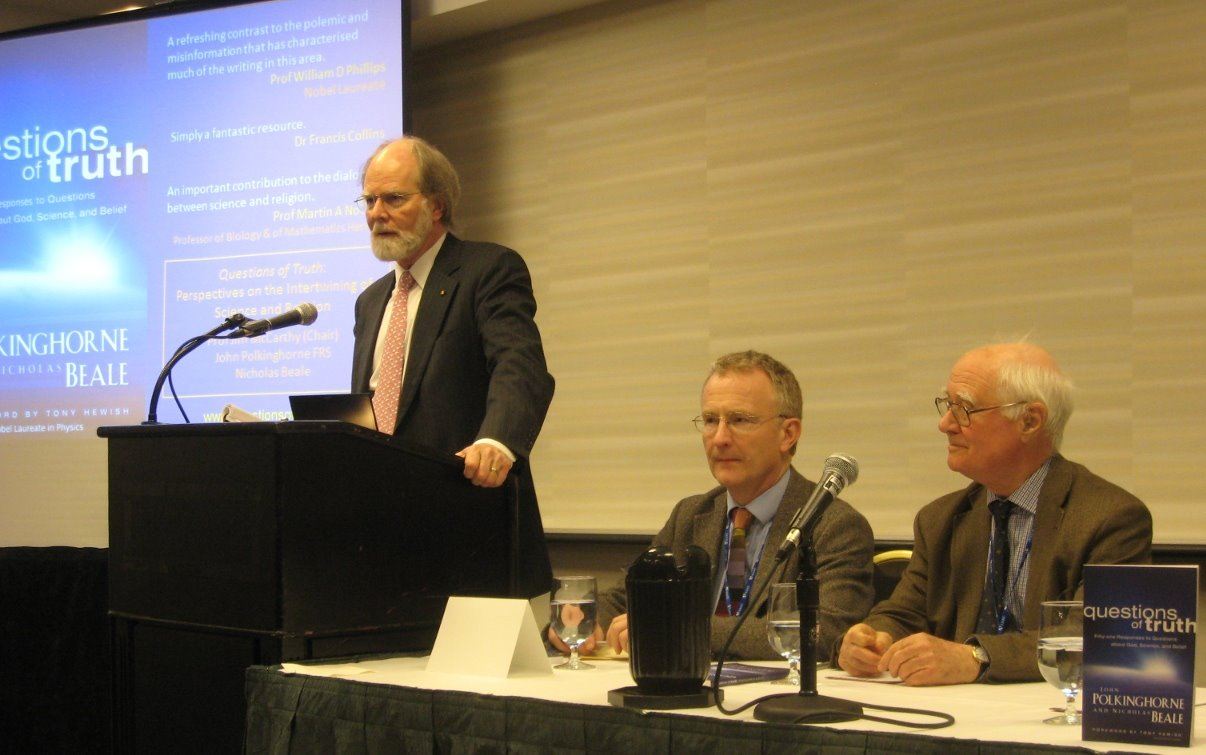

انجمن پیشبرد علوم آمریکا یا اختصاراً AAAS (به انگلیسی: American Association for the Advancement of Science) تأسیس ۱۸۴۸، نام یک سازمان علمی آمریکایی است.
هدف این سازمان، تنظیم و کمک به پیشبرد علم در جهان از طرق متفاوت آموزشی و حمایت مستقیم از دانشمندان است.
این سازمان ناشر ژورنال معروف ساینس است، و در سال ۲۰۰۷، نزدیک به ۱۲۰۰۰۰ عضو داشت.

## روابط با ایران
در دسامبر ۲۰۰۸، گلن شوایتزر (به انگلیسی: Glenn Schweitzer)، مدیر انجمن پیشبرد علوم آمریکا در اروپا و آسیا (که کوششهای زیادی برای تبادل اساتید بین ایران و آمریکا انجام داده‌است)، دو بار در تهران و مدت ۹ ساعت در اتاق هتل خویش مورد بازداشت و بازجویی مأمورین امنیتی لباس شخصی قرار گرفت، که مورد اعتراض شدید انجمن پیشبرد علوم آمریکا قرار گرفت.